# Shriker Osaka
Maillots
Shriker Osaka (シュライカー大阪) est un club japonais de futsal évoluant en F.League. Il est basé dans la ville d'Osaka, joue principalement dans le Gymnase municipal d'Osaka, mais aussi dans la Maishima Arena et dans le Mag's Futsal Stadium, qui se situe à Suminoe-ku à Osaka.
Le nom de l'équipe est un mot-valise de "shrike", un oiseau de la préfecture d'Osaka et "striker".
Le club remporte son premier championnat à l'issue des playoffs de la saison 2016-17.

## Performances de l'équipe
| Saison  | Championnat | Points | Matchs | Victoires | Nuls | Défaites | Buts pour | Buts contre | Différence | Classement    | Playoffs |
| ------- | ----------- | ------ | ------ | --------- | ---- | -------- | --------- | ----------- | ---------- | ------------- | -------- |
| 2007-08 | F. League   | 19     | 21     | 5         | 4    | 12       | 48        | 74          | -26        | 7e            | Non      |
| 2008-09 | F. League   | 30     | 21     | 9         | 3    | 9        | 63        | 60          | +3         | 4e            | Non      |
| 2009-10 | F. League   | 69     | 27     | 14        | 5    | 8        | 68        | 50          | +18        | 3e            | Oui      |
| 2010-11 | F. League   | 65     | 27     | 14        | 4    | 9        | 70        | 67          | +3         | 5e            | Non      |
| 2011-12 | F. League   | 60     | 27     | 18        | 6    | 3        | 78        | 43          | +35        | Vice-champion | Oui      |
| 2012-13 | F. League   | 53     | 27     | 16        | 5    | 6        | 91        | 58          | +33        | Vice-champion | Oui      |
| 2013-14 | F. League   | 50     | 36     | 14        | 8    | 14       | 100       | 98          | +2         | 6e            | Non      |
| 2014-15 | F. League   | 53     | 33     | 15        | 8    | 10       | 87        | 89          | -2         | 5e            | Oui      |
| 2015-16 | F. League   | 59     | 33     | 19        | 2    | 12       | 147       | 113         | 34         | 4             | Oui      |
| 2016-17 | F. League   | 83     | 33     | 27        | 2    | 4        | 186       | 93          | 93         | 1             | Oui      |
| Total   | Total       | Total  | 219    | 105       | 43   | 70       | 605       | 539         | +66        |               |          |

## Palmarès
- F. League : 1 
  - Champion : 2016-17
  - Vice-Champion : 2011-12, 2012-13
  - Troisième  : 2009-10

- Puma Cup : 2
  - Vainqueur : 2010, 2012

- Ocean Arena Cup : 2
  - Vainqueur : 2008, 2009

## Stade

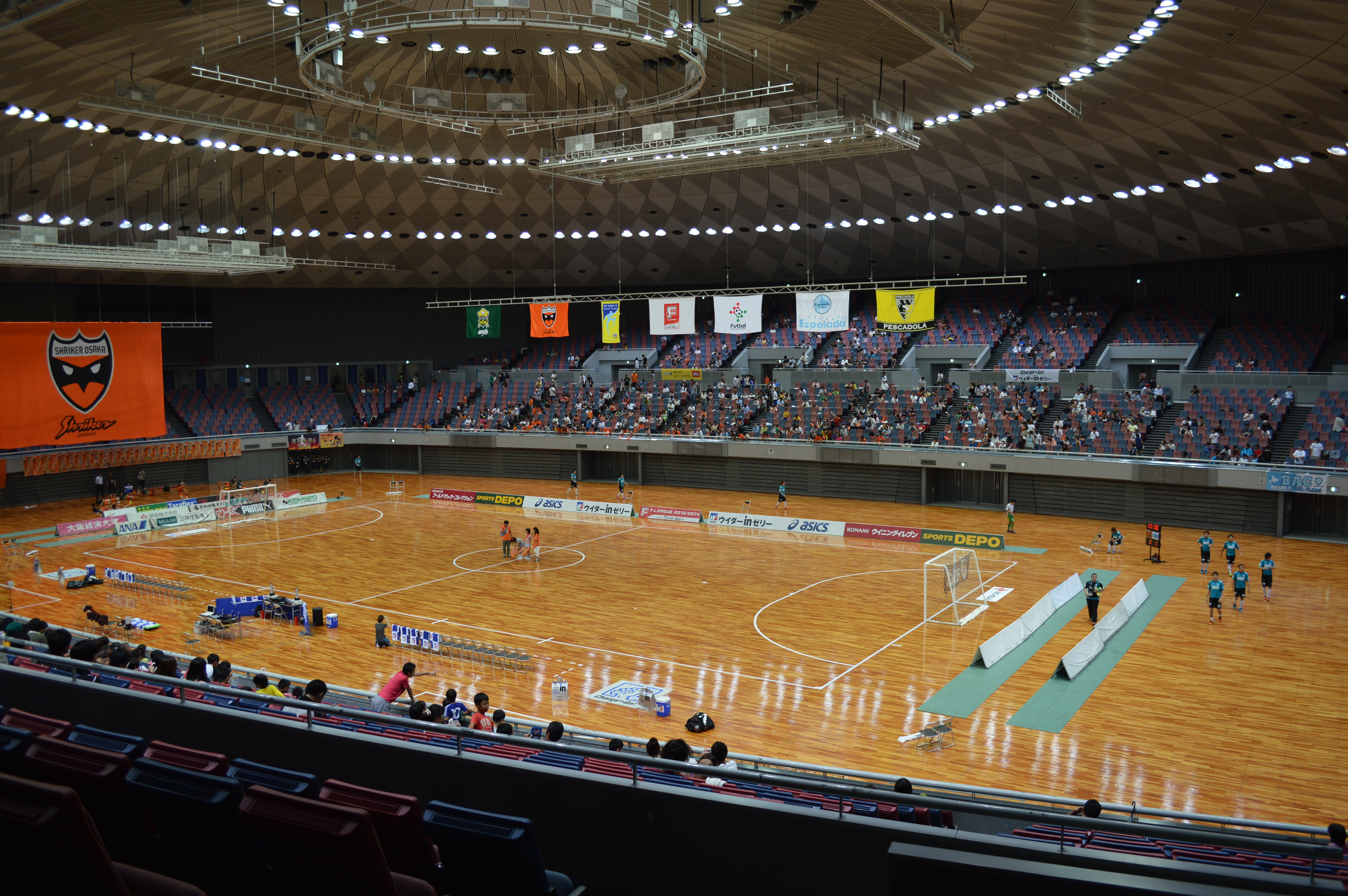
Jour de match

| Ville    | Stade                     | Capacité |
| -------- | ------------------------- | -------- |
| Osaka    | Gymnase municipal d'Osaka | 10 000   |
| Osaka    | Sumiyoshi Sports Center   | 3 500    |
| Osaka    | Maishima Arena            | 7 000    |
| Quanzhou | Kishiwada gymnase         | 2 500    |